# Mistrzostwa Świata w Zapasach 2001
Mistrzostwa Świata w Zapasach 2001 odbyły się w dwóch miastach: zawody w stylu wolnym rozegrano w stolicy Bułgarii – Sofii (22-25 listopada w Pałacu Sportów Zimowych), zaś w stylu klasycznym w greckim mieście Patras (6-9 grudnia w hali Dimitris Tofalos Arena). W zapasach w stylu wolnym najwięcej medali zdobyli Rosjanie, w stylu klasycznym Kubańczycy, a w zapasach kobiet Chinki. Była to 35. edycja mistrzostw w zapasach w stylu wolnym oraz 14. edycja mistrzostw świata kobiet. 

## Tabela medalowa
| Poz. | Państwo           |   |   |   | Łącznie |
| ---- | ----------------- | - | - | - | ------- |
| 1    | Rosja             | 5 | 3 | 1 | 9       |
| 2    | Bułgaria          | 2 | 1 | 0 | 3       |
| 2    | Kanada            | 2 | 1 | 0 | 3       |
| 4    | Japonia           | 2 | 0 | 0 | 2       |
| 5    | Stany Zjednoczone | 1 | 5 | 1 | 7       |
| 6    | Iran              | 1 | 3 | 0 | 4       |
| 7    | Kuba              | 1 | 1 | 4 | 6       |
| 8    | Chiny             | 1 | 1 | 1 | 3       |
| 9    | Armenia           | 1 | 1 | 0 | 2       |
| 9    | Uzbekistan        | 1 | 1 | 0 | 2       |
| 11   | Ukraina           | 1 | 0 | 5 | 6       |
| 12   | Gruzja            | 1 | 0 | 1 | 2       |
| 13   | Białoruś          | 1 | 0 | 0 | 1       |
| 13   | Polska            | 1 | 0 | 0 | 1       |
| 13   | Szwecja           | 1 | 0 | 0 | 1       |
| 16   | Korea Południowa  | 0 | 2 | 2 | 4       |
| 17   | Węgry             | 0 | 1 | 0 | 1       |
| 17   | Włochy            | 0 | 1 | 0 | 1       |
| 17   | Mongolia          | 0 | 1 | 0 | 1       |
| 20   | Niemcy            | 0 | 0 | 3 | 3       |
| 21   | Grecja            | 0 | 0 | 1 | 1       |
| 21   | Izrael            | 0 | 0 | 1 | 1       |
| 21   | Norwegia          | 0 | 0 | 1 | 1       |
| 21   | Turcja            | 0 | 0 | 1 | 1       |

## Ranking drużynowy
| Pozycja | Mężczyźni – styl wolny | Mężczyźni – styl wolny | Mężczyźni – styl klasyczny | Mężczyźni – styl klasyczny | Kobiety – styl wolny | Kobiety – styl wolny |
| Pozycja | Drużyna                | Pkt                    | Drużyna                    | Pkt                        | Drużyna              | Pkt                  |
| ------- | ---------------------- | ---------------------- | -------------------------- | -------------------------- | -------------------- | -------------------- |
| 1       | Rosja                  | 51                     | Kuba                       | 54                         | Chiny                | 36                   |
| 2       | Bułgaria               | 46                     | Rosja                      | 38                         | Japonia              | 33                   |
| 3       | Iran                   | 37                     | Stany Zjednoczone          | 33                         | Ukraina              | 33                   |
| 4       | Gruzja                 | 31                     | Szwecja                    | 26                         | Niemcy               | 31                   |
| 5       | Stany Zjednoczone      | 28                     | Iran                       | 24                         | Kanada               | 30                   |
| 6       | Turcja                 | 27                     | Korea Południowa           | 24                         | Rosja                | 25                   |
| 7       | Kuba                   | 25                     | Węgry                      | 24                         | Stany Zjednoczone    | 24                   |
| 8       | Ukraina                | 23                     | Ukraina                    | 23                         | Polska               | 17                   |
| 9       | Uzbekistan             | 21                     | Armenia                    | 19                         | Francja              | 14                   |
| 10      | Korea Południowa       | 19                     | Uzbekistan                 | 18                         | Białoruś             | 13                   |

## Medaliści

### Mężczyźni

#### Styl wolny
| Kat. wagowa |                        |                           |                    |
| ----------- | ---------------------- | ------------------------- | ------------------ |
| 54 kg       | Gierman Kontojew       | Babak Nurzad              | Aleksandr Kontojew |
| 58 kg       | Gia Sissaouri          | Ojuunbilegijn Pürewbaatar | Dawit Poghosiani   |
| 63 kg       | Serafim Byrzakow       | Alireza Dabir             | Elbrus Tedejew     |
| 69 kg       | Nikołaj Pasłar         | Amir Tawakkolijan         | Jang Jae-seong     |
| 76 kg       | Buwajsar Sajtijew      | Mun Ui-je                 | Joe Williams       |
| 85 kg       | Chadżymurad Magomiedow | Brandon Eggum             | Yoel Romero        |
| 97 kg       | Giorgi Gogszelidze     | Krasimir Koczew           | Wadym Tasojew      |
| 130 kg      | Dawid Musulbies        | Artur Tajmazow            | Alexis Rodríguez   |

#### Styl klasyczny
| Kat. wagowa |                       |                    |                     |
| ----------- | --------------------- | ------------------ | ------------------- |
| 54 kg       | Hasan Rangraz         | Brandon Paulson    | Lázaro Rivas        |
| 58 kg       | Dilshod Aripov        | Karen Mynacakanian | Roberto Monzón      |
| 63 kg       | Waghinak Galystian    | Kim In-seop        | Micha’el Bajlin     |
| 69 kg       | Filiberto Ascuy       | Aleksiej Głuszkow  | Rustam Adży         |
| 76 kg       | Ara Abrahamian        | Aleksiej Miszyn    | Kim Jin-su          |
| 85 kg       | Muchran Wachtangadze  | Matt Lindland      | Ołeksandr Darahan   |
| 97 kg       | Aleksandr Biezruczkin | Ernesto Peña       | Mehmet Özal         |
| 130 kg      | Rulon Gardner         | Mihály Deák-Bárdos | Ksenofon Kutsiumbas |

### Kobiety

#### Styl wolny
| Kat. wagowa |                     |                     |                  |
| ----------- | ------------------- | ------------------- | ---------------- |
| 46 kg       | Iryna Merłeni       | Carol Huynh         | Brigitte Wagner  |
| 51 kg       | Hitomi Sakamoto     | Stephanie Murata    | Gao Yanzhi       |
| 56 kg       | Seiko Yamamoto      | Lubow Wołosowa      | Tetiana Łazarewa |
| 62 kg       | Meng Lili           | Diletta Giampiccolo | Lene Aanes       |
| 68 kg       | Christine Nordhagen | Toccara Montgomery  | Anita Schätzle   |
| 75 kg       | Edyta Witkowska     | Ma Bailing          | Nina Englich     |